# Pauline Ngo Tepka
Pauline Ngo Tepka est une judokate camerounaise.

## Carrière
Pauline Ngo Tepka est médaillée de bronze dans la catégorie des moins de 70 kg aux Championnats d'Afrique de judo 2000 se déroulant à Alger.